# Christian Pauc
Christian Yvon Pauc  (La Madeleine-lez-Lille, 29 de março de 1911 – 8 de janeiro de 1981) foi um matemático francês, que trabalhou com análise matemática.
Foi palestrante convidado do Congresso Internacional de Matemáticos em Amsterdam (1954 - Contributions à la théorie de la différentiation de fonctions d'ensemble).

## Obras
- com Otto Haupt, Georg Aumann: Differential- und Integralrechnung, 3 Volumes, De Gruyter 1948 a 1955
- com Charles Hayes: Derivation and Martingales, Ergebnisse der Mathematik, Springer 1970